# Argyle (Teksas)
Argyle je grad u američkoj saveznoj državi Teksas. Prema popisu stanovništva iz 2010. u njemu je živjelo 3.282 stanovnika.